# Alkylidengruppe
| Alkylidengruppe (blau markiert)                                                                               |
| Methylidengruppe (oft unexakt auch Methylengruppe genannt) in Propen. Die Methylidengruppe ist blau markiert. |
| Ethylidengruppe in Propen. Die Ethylidengruppe ist blau markiert.                                             |
| Isopropylidengruppe in 2-Methyl-2-buten. Die Isopropylidengruppe ist blau markiert.                           |
| Ethylidengruppe in 1,1-Dichlorethan. Die Ethylidengruppe ist blau markiert.                                   |

Alkylidengruppe nennt man eine Atomgruppierung in der organischen Chemie, deren Name sich von dem entsprechenden Alkan ableitet. Ein Alkylidenrest enthält am selben Kohlenstoffatom (als C-1 definiert) zwei Wasserstoffatome weniger als das entsprechende Alkan. Er wird als 'zweiwertiger Rest' bezeichnet.
Der einfachste Alkylidenrest ist die Methylengruppe (–CH2–). Dieser Name stammt aus einer Zeit, in der die Theorie der chemischen Bindung noch nicht entwickelt war. Man machte keinen Unterschied zwischen tetragonalen und trigonalen Kohlenstoffzentren. Daher wurde auch die H2C=-Gruppe als „Methylen“ bezeichnet. Nach den IUPAC-Regeln (Regel A-4.1) ist dieser Name weiterhin erlaubt.
Der Begriff Alkylidengruppe impliziert heute, dass das zu verknüpfende Kohlenstoffatom (C-1) trigonal, d. h. sp2-hybridisiert ist und also Teil einer Doppelbindung wird. Die H2C=-Gruppe wird als Methylidengruppe bezeichnet. Die Ethylidengruppe hat die Struktur H3C–HC=.

## Von der IUPAC-Regel abweichende Nomenklatur
Ein von einem Alkan abgeleiteter zweiwertiger Rest, der am selben sp3-hybridisierten Kohlenstoffatom zwei Wasserstoffatome weniger enthält als die Stammverbindung, also das Alkan, wird bisweilen ebenfalls als Alkylidengruppe bezeichnet, beispielsweise in 1,1-Dichlorethan. Aus der Historie der Organischen Chemie ist diese Terminologie verständlich, doch sollte sie heute nicht mehr benutzt werden.